# Nebregowo
Nebregowo (mac.: Небрегово) – wieś należąca do gminy Dołneni, położonej w okolicach miasta Prilep w Macedonii Północnej.

## Ludzie związani z miejscowością
- Błaże Koneski – jeden z kodyfikatorów współczesnego literackiego języka macedońskiego, macedoński poeta i filolog.